# Engrácia de Saragoça
Santa Engrácia (em castelhano: Santa Engracia) (Bracara Augusta, ca. 285 – César Augusta, ca. 303 ou 305) é venerada como virgem mártir e como santa na Igreja Católica e na Igreja Ortodoxa. Segundo a tradição, foi martirizada com mais dezoito companheiros seus no ano de 303. Partilha o nome próprio, o trágico destino e provavelmente a mesma cidade natal com Engrácia de Braga, personalidade que viveu séculos mais tarde.

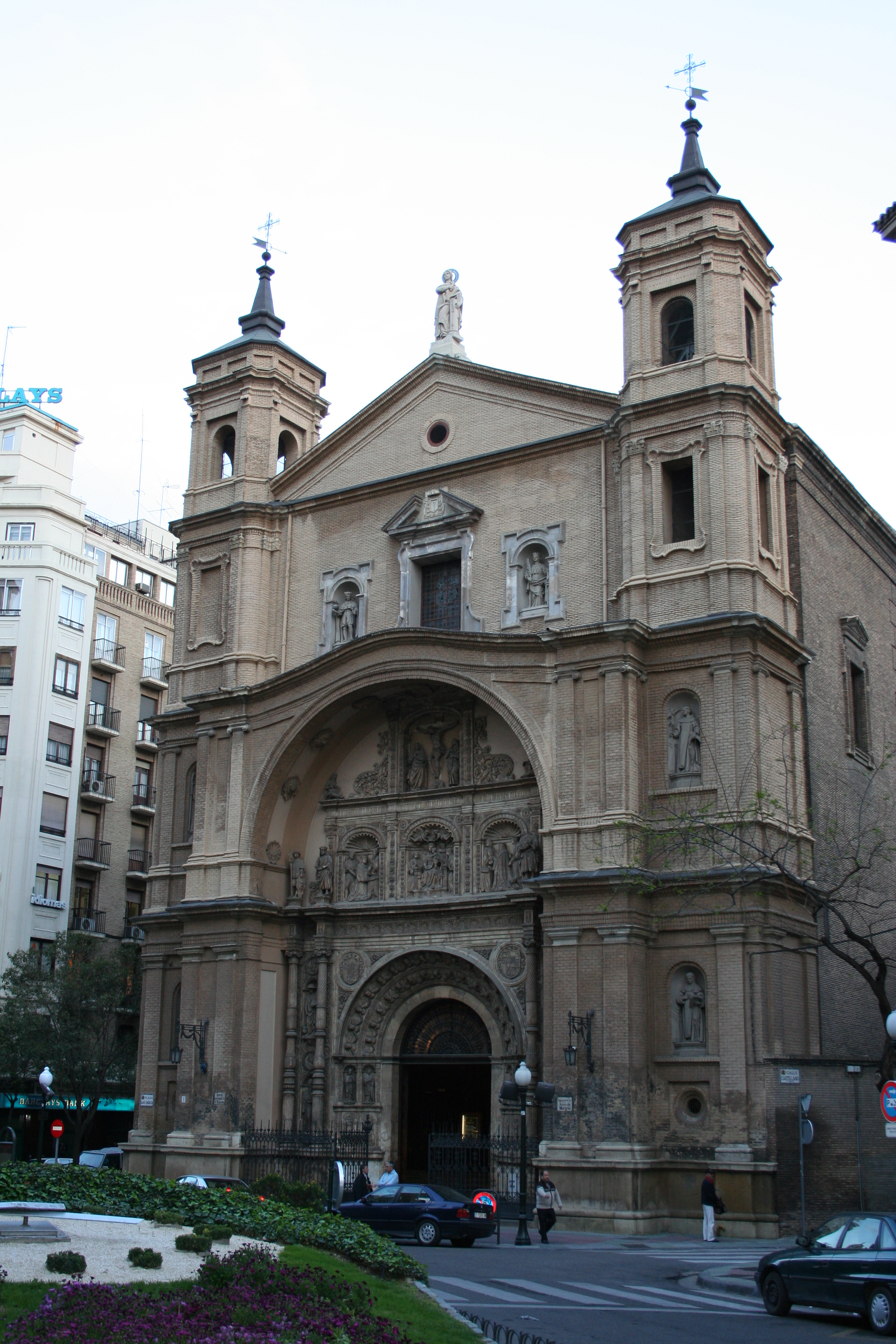
Imagem da Basílica de Santa Engrácia em Saragoça, Espanha.

## Contexto histórico
No final do século III, o número de cristãos havia aumentado no Império Romano, graças à menor pressão das leis do tempo do Imperador Galiano. Encontravam-se cristãos um pouco por todo o lado: no campo (mas mais nas cidades), nos fóruns, entre os escravos, no exército e também entre mercadores. A fé em Cristo também se havia espalhado devido a um certo desencantamento e aborrecimento do culto aos deuses pagãos, aos testemunhos que deram os mártires, à transmissão oral e aos bons exemplos praticados pelos devotos cristãos.
O atual imperador, Diocleciano, havia conseguido a unidade territorial, política e administrativa, querendo também alargar estas conquistas à religião. Para isso, seria necessário acabar com a fé em Cristo que naturalmente se encontrava em oposição à religião oficial do Império, o Politeísmo Romano. Para tal, outorga quatro éditos e nomeia cuidadosamente os governadores que crê serem capazes de os fazer cumprir.

## Vida e martírio

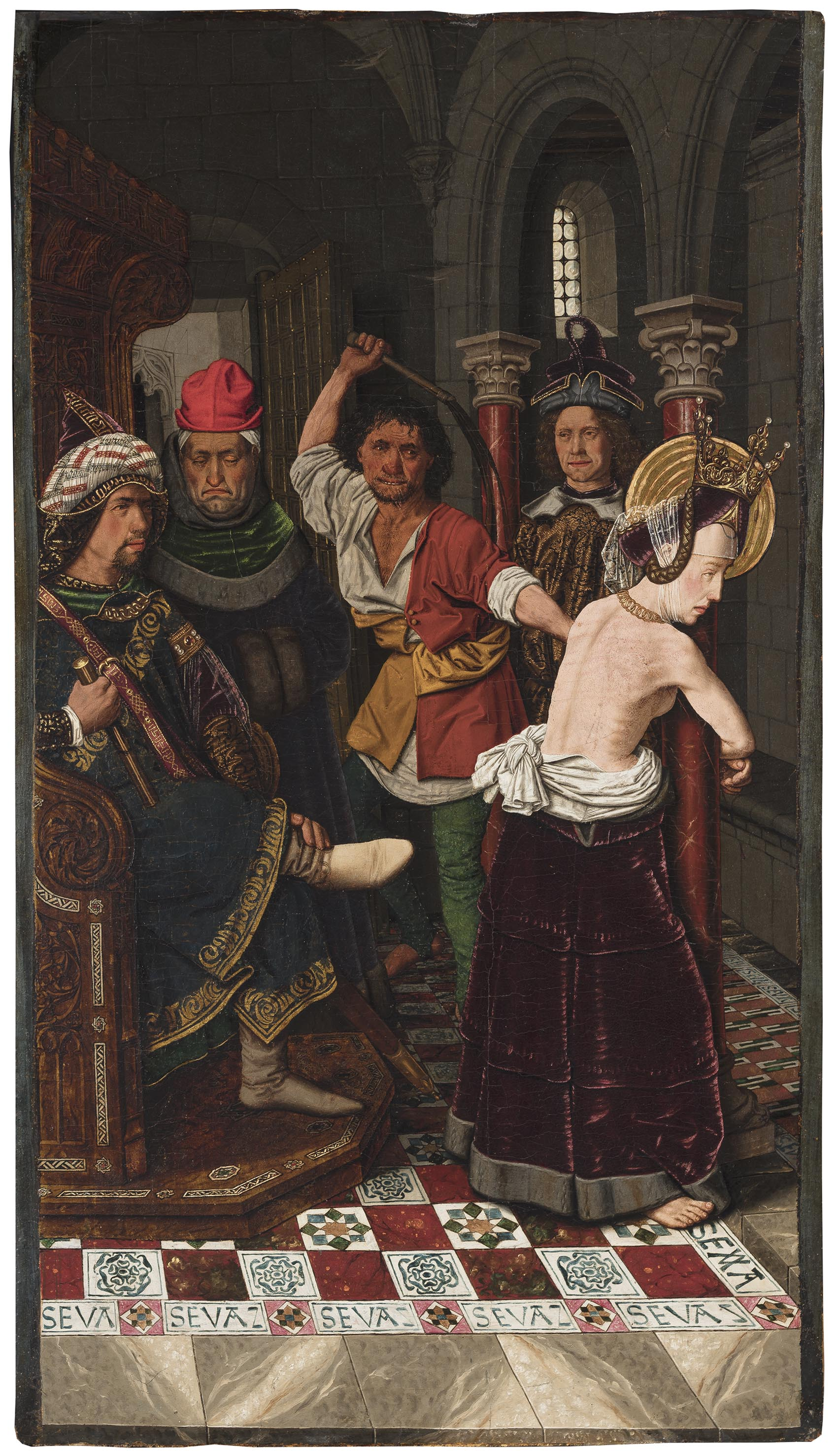
'A Flagelação de Santa Engrácia', por Bartolomé Bermejo, 1474-1478

Engrácia era uma jovem de Bracara Augusta (atual Braga) prometida em casamento a um nobre da região de Rossilhão, na província da Gália Narbonense, sul da atual França. Para escoltá-la na viagem fora o seu tio Lupércio (por vezes identificado com Lupércio, o bispo da antiga Diocese de Eauze), dezoito cavaleiros e uma empregada, de nome Júlia. Ao chegar à cidade de César Augusta (atual Saragoça) e ao inteirar-se das atrocidades que o presidente (governador), Públio Daciano, cometia junto dos cristãos (por decreto do Imperador), apresenta-se espontânea e diretamente diante de si para o confrontar com as crueldades, injustiças e a insensatez com que tratava os seus irmãos de religião. Termina martirizada com a oferta da sua própria vida e a dos seus companheiros, assim que se percebe que era também cristã.
Nos registos do martírio, os feitos encontram-se descritos da maneira tradicional, tanto que acaba por ser difícil separar a realidade dos factos daquilo que poderá ser produto da imaginação, consequência da piedade dos cristãos. Com efeito, o diálogo entre a frágil donzela e o cruel governador afigura-se-nos claro: ela usando raciocínios humanos e firmes na sua fé com que acusa a injustiça cometida (que hoje diríamos serem questões de Direitos Humanos), a existência de um deus único a quem serve, a loucura dos deuses pagãos e a disposição em sofrer até ao fim pelo amado; ele, por seu turno, utiliza recursos como o castigo, a ameaça, a promessa e a persistência. Em resumo, a pormenorizada e pura descrição do tormento da jovem conta que primeiro foi açoitada, depois atada a um cavalo e arrastada, o seu corpo é rasgado com ganchos e os seus peitos cortados. Depois foram colocados pregos no seu corpo. Para que sofresse ainda mais, abandonaram-na quase morta, submetida a um indescritível sofrimento por todas as suas feridas, até morrer. Os dezoito acompanhantes foram degolados nos arrabaldes da cidade.

## Inumeráveis Mártires de Saragoça
Além de serem incluídos Engrácia, Lupércio e Júlia, são igualmente conhecidos por Inumeráveis Mártires de Saragoça os seguintes nomes: Optato, Caio, Crescente, Sucesso, Marcial, Urbano, Quintiliano, Públio, Frontónio, Félix, Ceciliano, Evódio, Primitivo, Apodémio e mais quatro homens de nome Saturnino. Com o nome destes últimos, há outra tradição, com fontes que referiam que os seus nomes eram Cassiano, Jenaro, Matutino e Fausto.

## Veneração
O poeta Prudêncio, natural daquela cidade, escreveu vários poemas em honra destes mártires (Peristephanon), com a lista dos seus nomes e a descrição das terríveis torturas a que Engrácia foi sujeita. Prudêncio convidou a população a vergar-se diante dos seus túmulos sagrados e Engrácia foi, certamente, a mais venerada do grupo. O seu culto foi disseminado por toda a Península Ibérica e além-Pirenéus.
A Igreja reconsagrou-a no decorrer do II Concílio de Saragoça, em 592, decreto celebrado a 3 de novembro, data esta que por vezes é usada como alternativa para assinalar a sua santidade no calendário litúrgico dos santos. No entanto, a celebração oficial e tradicional ocorre no dia 16 de abril em ambas as Igrejas Cristãs que a veneram.
A Igreja Basílica de Santa Engrácia, em Saragoça, foi construída no lugar onde é dito que Engrácia e os seus companheiros foram martirizados. Foi destruída durante a Guerra Peninsular, tendo restado apenas a cripta e a porta. É reconstruída mais tarde, nos finais do século XIX e inícios do XX e serve atualmente como igreja paroquial. Em Portugal, foi mandado erguer pela Infanta D. Maria, a Igreja de Santa Engrácia em Lisboa, no ano de 1568. Em 1682 é iniciada a sua reconstrução devido a ter ficado severamente danificada por um temporal. Este monumento possui atualmente título de Panteão Nacional.